# Géraldine Nakache
Géraldine Nakache, född 16 februari 1980 i Suresnes, är en fransk skådespelare.
Nakache har bland annat medverkat i filmen Här kommer Marsupilami. Hon har även medverkat i TV-serien Fiasco.

## Filmografi (i urval)
- 2012 – Här kommer Marsupilami
- 2024 – Fiasco (TV-serie)
- 2025 – Asterix & Obelix: Tvekampen (TV-serie)